# Tim Wagner (Politiker)

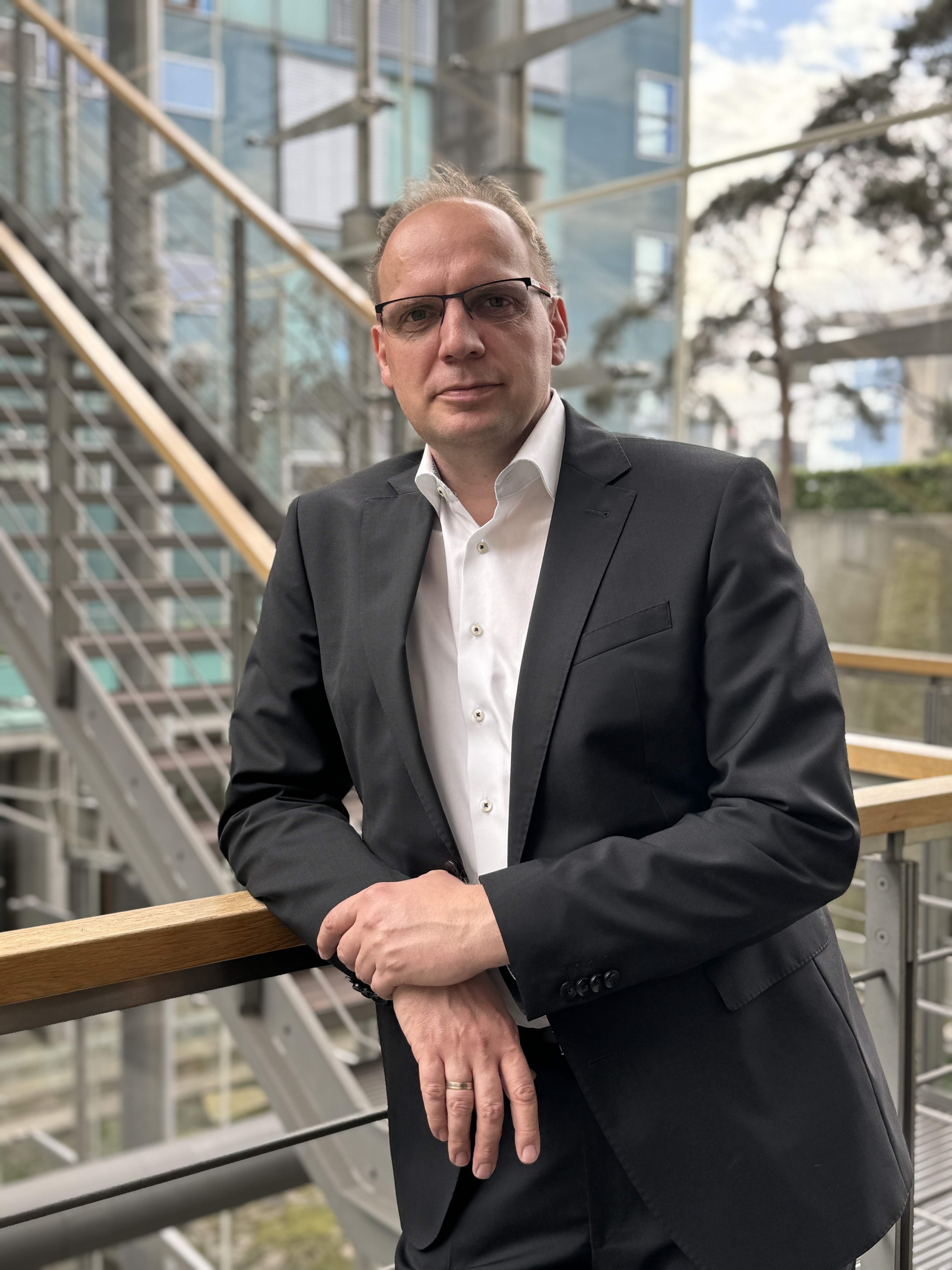
Tim Wagner (2024)

Tim Wagner (* 5. Mai 1981 in Jena) ist ein deutscher Politiker (FDP). Von Januar 2024 bis März 2025 war er Mitglied des Bundestages.

## Leben
Wagner legte das Abitur 1999 im Ernst-Haeckel-Gymnasium ab. Danach leitete er drei Jahre lang zwei Kampfkunstschulen, um 2003 ein Studium der Betriebswirtschaftslehre an der Ernst-Abbe-Hochschule Jena zu beginnen. 2004 wechselte den Studiengang und studierte bis 2009 Politik- und Geschichtswissenschaft an der Friedrich-Schiller-Universität Jena. In dieser Zeit machte er sich 2006 im Bereich Promotionsservice selbstständig. Seit 2010 ist Wagner Agenturleiter bei der Deutschen Vermögensberatung AG. 2017 bis 2019 leitete er das Wahlkreisbüro von Gerald Ullrich in Erfurt und war danach er bis zu seinem Einzug in den Bundestag Geschäftsführer der FDP-Gruppe im Thüringer Landtag.

## Politik
Wagner ist seit 2009 Mitglied der FDP. Seitdem hatte er verschiedene Funktionen, unter anderem als stellvertretender Kreisvorsitzender in der FDP Jena-Saale-Holzland und seit 2015 als Kreisschatzmeister. Seit 2015 ist Wagner Mitglied im Landesvorstand der FDP Thüringen und seit 2017 deren ehrenamtlicher Landesgeschäftsführer.
Wagner kandidierte bei der Landtagswahl in Thüringen 2019 im Wahlkreis Ilm-Kreis I und auf Platz 18 der Landesliste seiner Partei, verfehlte jedoch den Einzug in den Landtag. Bei der Bundestagswahl 2021 kandidierte er im Wahlkreis Jena – Sömmerda – Weimarer Land I und auf Platz 3 der Landesliste seiner Partei; er verfehlte jedoch zunächst ebenfalls den Einzug in den Bundestag. Am 1. Januar 2024 rückte er dann für Reginald Hanke in den Bundestag nach.
Im 20. Deutschen Bundestag war Wagner Mitglied im Ausschuss für Tourismus und im Petitionsausschuss. Zudem ist er stellvertretendes Mitglied im Ausschuss für Wohnen, Stadtentwicklung, Bauwesen und Kommunen sowie im Ausschuss für Umwelt, Naturschutz, nukleare Sicherheit und Verbraucherschutz.
Bei der Bundestagswahl 2025 scheiterte die FDP an der Fünf-Prozent-Hürde, daher schied Wagner aus dem Parlament aus.

## Mitgliedschaften
Wagner war unter anderem von 2011 bis 2018 Mitglied der Stadtelternvertretung der Kindertagesstätten in Jena, von 2013 bis 2018 Stadtelternsprecher und stellvertretender Landeselternsprecher für Kitas in Thüringen. Seit 2016 ist er Schatzmeister des Liberaler Mittelstand Thüringen e.V  und Vorsitzender des Fördervereins KITA „Anne Frank“ Jena e.V.

## Privates
Wagner ist evangelisch, verheiratet und hat vier Kinder. Er wohnt mit seiner Familie in Jena.